# Амаль
Амаль — просирійська партія Лівану, ліванський шиїтський рух, утворений у 1975 імамом Мусою ас-Садром як «Загони ліванського опору» — військове крило створеного в 1974 «Руху знедолених». Під керівництвом імама Садра організація проводила помірний курс: вона відмовилася взяти участь у громадянській війні 1975 і підтримала сирійське втручання в 1976. У 1978 імам зник під час візиту до Лівії. Популярність «Амаль» різко зросла під впливом Ісламської революції в Ірані 1979, і на початку 1980-х вона стала найбільшим політичним рухом шиїтської общини. Організація закликала до опору Ізраїлю і підтримці «палестинської справи», але одночасно протистояла військовим формуванням палестинців і орієнтувалася на Сирію. Політична платформа «Амаль» закликає до національної єдності і рівноправ'я всіх громадян Лівану. Рух відкидає плани перетворення Лівану в конфедерацію релігійних общин і не прагне до створення в країні ісламської держави.
«Амаль» грає важливу роль в ліванській політиці. Її представники входили у всі уряди країни після Таїфськіх угод. На виборах 2000 року до парламенту були вибрані 9 членів «Амаль». Вони стали ядром парламентського блоку «Опір і розвиток», в який входять 16 депутатів. Лідер «Амаль» Набіх Беррі став головою парламенту Лівану. Після виборів 2005 року число депутатів від Амаль зросло до 14, а всього блоку «Опір і розвиток» — до 35.

## Відомі учасники
- Муса Садр (1928 – 1978)
- Мустафа Чамран (1932 – 1981)